# Макар шта
Макар шта је шаљиви рукописни лист за жалосне прилике.

## Историјат
Излазио је за време Великог рата.

## Место издавања
Покренут је у Бизерти 1917. године.

## Тематика
- Шаљиви епиграми
- Афоризми
- Мудре речи
- Илустрације
- Карикатуре
- Пародије песама[1][2]

## Изглед листа
Лист је формата 31,2 цм. Има две стране које су исписане калиграфским црним мастилом или тушем. Садржи шаљиве епиграме и афоризме без потписа.
Лист садржи карикатуре и врло је могуће да их је цртао неки школовани сликар или архитекта.

## Рубрике
- Уметност
- Афоризми
- Музика
- Из старих књига
- Стране речи
- Епиграми
- Вести[3]

## Занимљивости
Лист је уређивао „макар ко”, излазио је „макар где”, а претплата је износила „колико дате”. Сви прилози у часопису остали су анонимни.